# Landestheater Gotha
Das Landestheater Gotha (bis 1919 Hoftheater Gotha) war ein klassizistischer Theaterbau in der Innenstadt Gothas. Das Gebäude brannte durch Kriegseinwirkungen im Jahre 1945 aus und wurde 1958 abgerissen.

## Geschichte
Herzog Ernst I. von Sachsen-Coburg und Gotha plante zwei neue Theaterneubauten in seinen Residenzstädten Gotha und Coburg. Dadurch kam es zu harten Auseinandersetzungen über den Staatshaushalt zwischen ihm und den Landtagen. Trotzdem begann der Bau des Neuen Theaters in Gotha 1837. Nach dreijähriger Bauzeit wurde das Hoftheater am 2. Januar 1840 eingeweiht, dem 56. Geburtstag Herzog Ernst I.
Der Theaterbau wurde im klassizistischen Stil nach Plänen von Karl Friedrich Schinkel durch den Gothaer Architekten und Geheimen Baurat Gustav Eberhard errichtet. Er hatte unter anderem ein Foyer, einen Spiegelsaal, einen Zuschauerraum mit drei Rängen und einen Bühnenbau. 1861/62 folgte ein Umbau mit Erweiterung. Das mehrteilige Gebäude bestand aus dem dreigeschossigen Zuschauer- und Bühnenhaus und zweigeschossigen umlaufenden Erweiterungen. In der südlichen, halbkreisförmigen Erweiterung war die Vorhalle mit Foyer. Die Fassade hatte im Erdgeschoss eine Putzrustikagliederung, im Obergeschoss standen zwischen den Fenstern dorische Pilaster. Die Rundbogenfenster hatten eine rechteckige Rahmung und Horizontalgesimse auf Konsolen. Die Ostfassade war durch einen Säulengang gekennzeichnet.
Durch Herzog Ernst II. von Sachsen-Coburg und Gotha begann die zweite Blüte der Theaterkunst in Gotha. Die Dramatik bekam einen neuen Stellenwert. Der Spielbetrieb erfolgte abwechselnd in Coburg oder Gotha, in Gotha im Regelfall von Januar bis Ende April, je nach Aufenthalt des Herzogs und des Hofes. Nach der Abdankung des Herzoghauses erfolgte 1919 die Umbenennung in Landestheater Gotha.
Am 3. April 1945 explodierte ein neben dem Theater stehender Transporter mit Munition. Dabei fing der Bau Feuer und brannte aus. Die Ruine des Theaters stand bis 1958. Sie wurde gegen Widerstand aus der Gothaer Bevölkerung abgerissen und durch ein als Hotelbau geplantes Hochhaus ersetzt. Dieses sollte als Unterkunft für Gäste und Sportler der nahe Gotha geplanten X. Rennrodel-Weltmeisterschaften 1966 dienen. Aufgrund von Föhnwetter im Februar 1966 mussten die Weltmeisterschaften auf der Spießbergbahn jedoch ausfallen und das Hochhaus wurde später lediglich als Wohnhaus genutzt.
1998 wurde das Hochhaus abgerissen und durch einen Kaufhauskomplex ersetzt.